# Distrito de Hallein

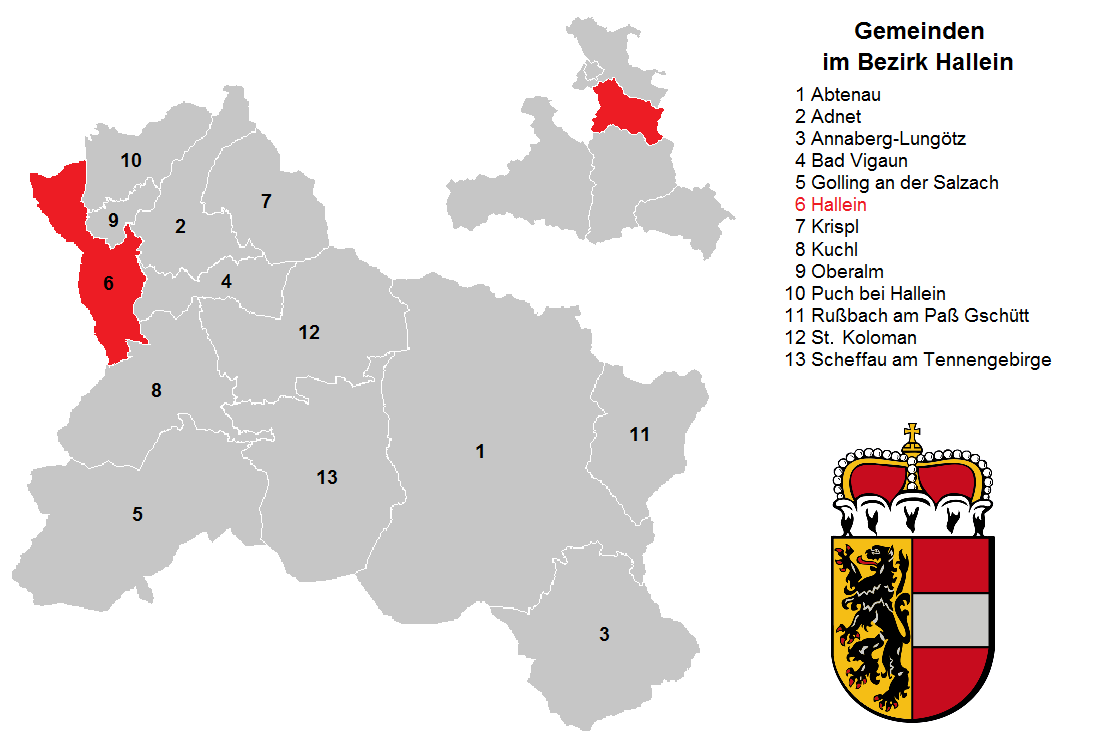
Plano del distrito con la división en municipios (hacer click para agrandar).

El distrito de Hallein es un distrito político del estado de Salzburgo (Austria). Se corresponde con la región de Tennengau. La capital del distrito es la ciudad de Hallein.

## Localidades con población (año 2018)

### Ciudades
1. Hallein (21,150)

### Ciudades-mercado
1. Abtenau (5,842)
2. Golling an der Salzach (4,271)
3. Kuchl (7,274)
4. Oberalm (4,325)

### Municipios
1. Adnet (3,557)
2. Annaberg-Lungötz (2,203)
3. Bad Vigaun (2,091)
4. Krispl (889)
5. Puch bei Hallein (4,675)
6. Rußbach am Paß Gschütt (767)
7. St. Koloman (1,725)
8. Scheffau am Tennengebirge (1,395)